# Skellbrejen
Skellbrejen är en sjö i Bräcke kommun i Jämtland och ingår i Indalsälvens huvudavrinningsområde. Sjön har en area på 2,08 kvadratkilometer och ligger 344,9 meter över havet. Sjön avvattnas av vattendraget Sännån (Norån).

## Delavrinningsområde
Skellbrejen ingår i det delavrinningsområde (698700-148409) som SMHI kallar för Utloppet av Skellbrejan. Medelhöjden är 389 meter över havet och ytan är 11,84 kvadratkilometer. Det finns inga avrinningsområden uppströms utan avrinningsområdet är högsta punkten. Sännån (Norån) som avvattnar avrinningsområdet har biflödesordning 2, vilket innebär att vattnet flödar genom totalt 2 vattendrag innan det når havet efter 220 kilometer. Avrinningsområdet består mestadels av skog (76 procent). Avrinningsområdet har 2,08 kvadratkilometer vattenytor vilket ger det en sjöprocent på 17,5 procent.